# بابا گلی به جمالت
بابا گلی به جمالت فیلمی به کارگردانی و نویسندگی امیر شروان محصول سال ۱۳۵۵ خورشیدی است. این فیلم به تهیه‌کنندگی جمشید شیبانی، محصول «سازمان سینمایی تصاویر» است .

## داستان
عبدالله در موقع سرقت از خانه یاعتصام به دام می‌افتد، و اعتصام به جای تحویل دادن او به کلانتری عبدالله را در املاکش در شمال به کار می‌گمارد. خود اعتصام سال هاپیش با نام یکتاموقع دزدی از خانه ای به دام صاحب خانه افتاده و صاحب خانه به جای تحویل او به کلانتریبه عنوان رانندهٔ شخصی دخترش نازی به کار گمارده‌است. یکتا به نازی دل می‌بندد؛ اما دختر با جوان پول‌داری ازدواج می‌کند که پس از سال‌ها ورشکست می‌شود، ویکتا، که حالا مرد ثروت مندی شده، از طریق ماشاالله، که دل درگرو نازی دارد، به او کمک می‌کند. مدتی بعد اعتصام برای رسیدگی به امور املاکش به شمال می‌رود و عبدالله را که ویلای او را تبدیل به کاروان سرا کرده تنبیه می‌کند. نازی که متوجه می‌شود اعتصام بدهی‌های او را پرداخت کرده، نه ماشاالله، به شمال می‌رود و سرانجام با اعتصام ازدواج می‌کند.

## بازیگران
1. ناصر ملک مطیعی
2. شورانگیز طباطبایی
3. بهمن مفید
4. علی میری
5. محمود تهرانی
6. اکبر جنتی شیرازی
7. پروین مهذب
8. سیدخلج
9. علی ذوالفقاری
10. اسماعیل شیرازی
11. مسیحی
12. عاطفه
13. شیرین